# Trebižat (Fluss)
Der Trebižat ist ein rechter Nebenfluss der Neretva in der Herzegowina im Süden von Bosnien und Herzegowina. Die Gesamtlänge des Flusses beträgt etwa 50 km, wobei nur die unteren etwa 30 km den Namen Trebižat tragen. Wichtigster der drei Quellflüsse ist die Tihaljina, die auf 903 m Höhe auf dem Gebiet der Gemeinde Posušje entspringt. Die weiteren Quellflüsse sind Vrlika und Mlade.

## Verlauf
Der Trebižat trägt seinem Namen ab der Vereinigung der Quellflüsse Tihaljina und Vrlika in der Nähe des Ortes Vitina, der zur Gemeinde Ljubuški gehört, deren Gebiet fast vollständig von Nordwest nach Südost vom Fluss durchquert wird. Ljubuški ist auch der größte Ort am Lauf des Flusses. Im Bereich dieser Stadt durchfließt der Trebižat ein weites Tal, das besonders für den Weinbau genutzt wird. Etwa fünf Kilometer südöstlich von Ljubuški verengt sich das Tal und es beginnt ein Abschnitt mit zahlreichen Stromschnellen und Wasserfällen, von denen die Kravica-Fälle die bekanntesten sind. Ab dem gleichnamigen Ort Trebižat erweitert sich das Tal wieder, bevor der Fluss bei Čapljina in die Neretva mündet.

## Nutzung
Während das Gebiet am Oberlauf des Trebižat hauptsächlich landwirtschaftlich genutzt wird, ist der Bereich zwischen Ljubuški und Trebižat ist ein Naturschutzgebiet, in dem sich ein naturnaher Tourismus entwickelt. Neben vielen Angelmöglichkeiten wird hier auch Kanu-Rafting angeboten.